# Ланштайн
Ланштайн (нім. Lahnstein) — місто в Німеччині, розташоване в землі Рейнланд-Пфальц. Входить до складу району Рейн-Лан.
Площа — 36,85 км2. Населення становить 18 030 ос. (станом на 31 грудня 2020).